# بان (بشري)
بلدة بان هي قرية لبنانية من قرى قضاء بشري في محافظة الشمال.